# Sutra del descenso de Buda a Sri Lanka

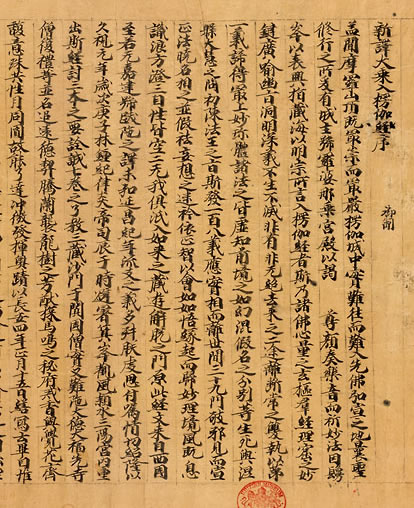
Copia del Laṅkāvatāra Sūtra escrito en chino procedente de Dunhuang en la Biblioteca Británica.

El Laṅkāvatāra Sūtra (sánscrito, Discurso del descenso a Laṅka, en tibetano: ལང་ཀར་བཤེགས་པའི་མདོ་, Chinese: 入楞伽經) es un destacado sūtra budista Mahayana. También se titula Laṅkāvatāraratnasūtram (El sutra de la joya de la entrada en Lanka, título chino de Gunabhadra: 楞伽阿跋多羅寶經, léngqié ābáduōluó bǎojīng) y Saddharmalaṅkāvatārasūtra (El sutra del descenso del verdadero Dharma a Lanka).Un subtítulo del sutra que se encuentra en algunas fuentes es "el corazón de las palabras de todos los Budas" (一切佛語心, yiqiefo yuxin, sánscrito: sarvabuddhapravacanahṛdaya).
El Laṅkā narra una enseñanza principalmente entre el Buda Gautama y un bodhisattva llamado Mahāmati ("Gran Sabiduría"). El Laṅkā representa un sincretismo entre la doctrina Tathagatagarbha y la escuela Yogachara.Este sūtra está ambientado en la mítica Laṅkā, gobernada por Rāvaṇa, el rey de los rākṣasas. El Laṅkāvatāra trata numerosos temas mahayana, como la filosofía Yogācāra de la mente-solamente (cittamātra) y las tres naturalezas, el ālayavijñāna (conciencia almacén), la "disposición" interior (gotra), la naturaleza de buda, la mente luminosa (prabhāsvaracitta), la vacuidad (śūnyatā) y el vegetarianismo.
El Laṅkāvatāra Sūtra fue citado y parafraseado con frecuencia por filósofos indios como Chandrakirti y Shantideva, y también ocupó un lugar destacado en el desarrollo del budismo de Asia oriental. Es notablemente un sūtra importante en el budismo zen, ya que trata el tema clave de la "iluminación repentina".El texto se conserva en un manuscrito sánscrito de Nepal y en traducciones al tibetano y al chino Han.
Según la tradición del Chan, Bodhidharma (el primer Patriarca dentro de esta línea budista) le dio una copia del Lanka a su principal discípulo, Hui-k'e, por contener lo esencial de la enseñanza del Chan. Por esta razón ha sido motivo de numerosos estudios por parte de los filósofos del Chan y el Zen; sin embargo, al estar lleno de términos técnicos muy difíciles de comprender, no ha llegado a ser tan popular como otros sutras también mahayánicos, como el Pundarika, el Hridaya o el Vajracchedika.

## Temas principales

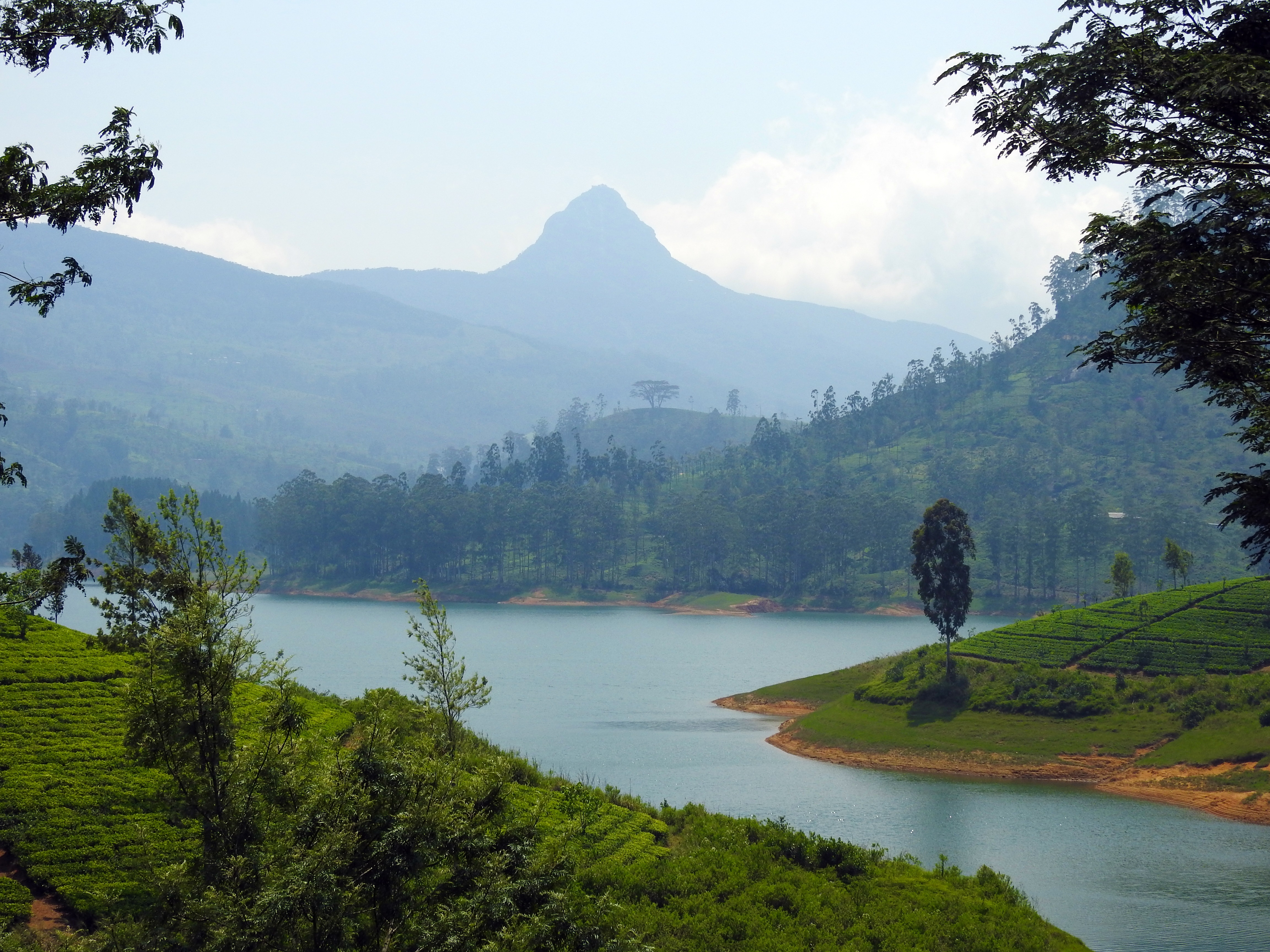
El monte Malaya (también conocido como Sri Pada), en Sri Lanka, escenario principal del sutra.

Varios eruditos, como DT Suzuki y Takasaki Jikido, han señalado que el texto es un tanto asistemático y desorganizado, parecido al cuaderno o libro de cabecera de un maestro Mahayana que registraba enseñanzas importantes. Según Takasaki Jikido, el Lanka "es, como se dice a menudo, una mera colección en mosaico de pequeñas partes puestas al azar dentro del marco de un sutra."
La presente edición sánscrita contiene diez capítulos y la mayoría de los eruditos consideran que el capítulo introductorio (el capítulo de "Ravana"), el noveno capítulo (un dharani) y el último capítulo (los versos Sagathakam) fueron añadidos posteriormente. Además, no todas las versiones del sutra contienen estos capítulos (1, 9, 10).Sin embargo, algunos versos del Sagathakam también son duplicados y se encuentran dentro del cuerpo principal del sutra. Takasaki Jikido ha argumentado que estas partes en verso podrían ser en realidad el núcleo más antiguo del sutra, alrededor del cual crecieron las explicaciones en prosa.El sutra está ambientado en el monte Malaya (es decir, el monte Laṅkā, Sri Pada) en Sri Lanka, que se dice que es la morada de Ravana, el señor de los Yakshas y gobernante de Sri Lanka.
El Laṅkāvatāra Sūtra se basa en numerosos conceptos budistas mahayana importantes, incluyendo la filosofía de la escuela Yogācāra, la doctrina de la vacuidad (śūnyatā) y las doctrinas de la naturaleza búdica (tathāgatagarbha) y la mente luminosa (prabhāsvaracitta). En la introducción al sutra (el nidana), el sutra esboza algunas enseñanzas clave que serán expuestas, "los Cinco Dharmas y las Tres Naturalezas Inherentes (pañcadharmasvabhāva), las Ocho Conciencias (vijñāna) y las Dos formas de Abnegación (nairātmyādvaya)."De hecho, el sutra afirma más adelante que dentro de este conjunto de enseñanzas se incluye "todo el Mahayana".
Según Nguyen Dac Sy, las doctrinas más importantes del Laṅkāvatāra son la primacía de la conciencia (sct. vijñānavada), la enseñanza de que la conciencia es la única realidad y que "todos los objetos del mundo, y los nombres y formas de la experiencia, son manifestaciones de la mente", así como la "identificación de la naturaleza búdica (en el estado de tathāgatagarbha) con alayavijñāna".
Otros temas tratados en el sutra incluyen el vegetarianismo budista, la teoría de los icchantikas (dogmáticos / herejes), los puntos de vista erróneos de los no budistas (tirthikas, especialmente Samkhya), una crítica del sravakayana (el budismo no mahayana), la naturaleza limitada del lenguaje para describir la verdad última, el Vehículo Único (ekayana), el camino del bodhisattva y la doctrina de los tres cuerpos de Buda (trikaya).

### Todo es sólo mente (svacittamātra)
El Laṅkāvatāra Sūtra presenta una filosofía de "sólo mente" influida por el pensamiento idealista de la escuela Yogacara. Según el Laṅkāvatāra Sūtra "todas las cosas son sólo manifestaciones de la mente misma", es decir, todos los fenómenos son "sólo mente" (sct. cittamātra) o "sólo ideación" (vijñaptimatra).Esta visión idealista es explicada por el Lanka como la visión de que "lo que se ve como algo externo no es más que la propia mente" (svacitta-drsya-mātram).Según Gishin Tokiwa, esto no quiere decir que no existan seres externos independientes convencionalmente. Lo que quiere decir es que la verdadera percepción de la naturaleza de la realidad va más allá de todos los conceptos de interno y externo.Tokiwa considera la teoría de svacittamātra como el mensaje central del sutra.
El sutra presenta a menudo las teorías Yogacara de la conciencia, como las ocho conciencias y las tres naturalezas, así como los "cinco dharmas".Además, puesto que, como afirma el sutra, el mundo entero "no es más que una manifestación compleja de las actividades mentales de uno". Todos los fenómenos están vacíos de sí mismos (anatman) y son ilusorios (maya) - "deben considerarse como formas vistas en una visión y un sueño, vacíos de sustancia, no originados y sin naturaleza propia."
El Laṅkāvatāra, estando estrechamente influenciado por el pensamiento Prajñaparamita, también templa este punto de vista idealista de sólo mente con la idea de que la realidad última trasciende el ser y el no ser (bhāvābhāva), y está más allá de todos los puntos de vista y conceptos, incluso el de la propia "mente" (citta). Así, aunque el Laṅka presenta un punto de vista de "sólo mente" en algunos pasajes, otras secciones afirman que la verdad última o Talidad trasciende incluso la mente, el pensamiento, la discriminación y la subjetividad misma.
Además, la razón por la que todas las cosas están más allá del ser y del no ser está estrechamente relacionada con la idea de que todas las experiencias son sólo de la mente. Debido a que todas las experiencias son sólo reflejos de la mente de los seres engañados que las experimentan, podemos decir que los fenómenos no tienen una única característica o forma de existir.Todas las cosas son experimentadas (o no experimentadas) de diversas maneras (vaicitryam) por diferentes tipos de seres vivos, pero ninguna de estas experiencias es fija o verdadera en última instancia, cada una es errónea (bhranti) de alguna manera.Al mismo tiempo, podemos decir que esta naturaleza última de la vacuidad de todas las características es algo que no cambia. Esta realidad última, el dharmakaya, también está libre de surgimiento, permanencia y cesación, a la vez que es el fundamento de la manifestación ilusoria del mundo.

Sin embargo, a pesar de ello, la visión de "sólo la mente" sigue considerándose una forma importante de trascender nuestro actual estado ilusorio, como afirma el sutra:
Al alcanzar la realidad como nada más que nuestra propia mente, que es el Ser libre de manifestación, volvemos a permanecer en el logro final de prajña [sabiduría].
A su vez, la opinión de que el mundo y los fenómenos existen "externamente", fuera de la mente, se considera un grave error que conduce al engaño y al sufrimiento. El sutra cita específicamente la visión dualista de la filosofía Samkhya para criticarla.

### Los cinco dharmas
Según Akira Saganuma, el esquema de los Cinco Dharmas (pañcadharma), que explica toda la realidad en términos de cinco fenómenos, es esencial para comprender la cosmovisión básica del Laṅkāvatāra. De hecho el Laṅkāvatāra considera que todas las enseñanzas mahayana están incluidas dentro de estos cinco dharmas.
Los Cinco Dharmas son los siguientes:
- Nimitta (imágenes, apariencias), es lo que tiene características como forma (rupa), figura, rasgos distintivos e imágenes (ākāra).
- Nāma (denominación), son las ideas (saṃjñā) basadas en las apariencias.
- Samkalpa, o Vikalpa (discriminación), las distinciones y conexiones entre los diferentes nombres e ideas que nos permiten distinguir entre ellos.
- Samyag-jñāna (conocimiento correcto), el conocimiento adquirido por los bodhisattvas que comprenden la verdadera naturaleza de las cosas (es decir, la Talidad) y que trascienden las discriminaciones de las personas mundanas
- Tathatā (Talidad), la verdad, la realidad última, que está más allá de todas las palabras, imágenes y discriminaciones, más allá de toda dualidad y pluralidad.

El Lanka también conecta esta teoría con la teoría Yogacara de las tres naturalezas inherentes. Según esta sutra, la imagen, la denominación y la discriminación corresponden al parikalpita-svabhāva (la naturaleza "plenamente conceptualizada") y al paratantra-svabhāva (naturaleza dependiente), mientras que el conocimiento correcto y la Talidad corresponden al pariniṣpanna-svabhāva (la naturaleza plenamente realizada).

### Naturaleza búdica y la vacuidad
Un tema importante que se encuentra en el Laṅkāvatāra son las enseñanzas sobre tathāgatagarbha (naturaleza de buda) también llamado buddhagotra (disposición de buda o linaje de buda) o tathagatagotra, que se explica de muchas maneras diferentes a lo largo del sutra. El Lanka describe la naturaleza búdica comoː
la pureza de la luminosidad natural, es primordialmente pura, dotada de las treinta y dos marcas principales, y oculta dentro de los cuerpos de todos los seres sensibles... al igual que una gema de gran valor envuelta en un paño manchado, está envuelta en el paño de los skandhas [agregados], dhātus [elementos] y āyatanas [campos sensoriales], está manchada por las manchas del deseo, el odio, la ignorancia y la falsa imaginación, pero es permanente, eterna, pacífica e imperecedera.
La naturaleza búdica también se equipara con la sabiduría de los seres nobles, "el logro de la realización de la talidad" (tathata) y la naturaleza perfeccionada (pariniṣpanna).Además, el Lanka explica la naturaleza búdica de manera positiva como la mente naturalmente luminosa (prabhāsvaracitta) y también la equipara con el "verdadero ser" (atman) que es realizado por "aquellos cuyas mentes no están distraídas por la vacuidad."

Sin embargo, el Laṅkāvatāra también afirma que la naturaleza búdica no es un yo (atman), la llama no-yo (nairātmya) y afirma que está vacía de naturaleza propia.El Lanka afirma además que la naturaleza búdica no es más que un medio hábil (upaya) de enseñar el dharma a los no budistas (tīrthikas) que se aferran a un yo:
Mahāmati, my instruction on the tathāgatagarbha is not similar to the doctrine of the self of the tīrthikas. Rather, Mahāmati, the tathāgatas give the instruction on the tathāgatagarbha as bearing the meaning of words such as emptiness, true end, nirvāṇa, nonarising, signlessness, and wishlessness. Thus, for the sake of relinquishing what makes naive beings afraid of the lack of a self, the tathāgata arhats, the completely perfect buddhas, teach the sphere of nonconceptuality and nonappearance through the introductory instruction on the tathāgatagarbha...Mahāmati, the tathāgatas teach the instruction on the tathāgatagarbha through teaching the tathāgatagarbha in order to attract the tīrthikas, who cling to the doctrine of the self. So how may those whose thinking falls into the views of conceiving an incorrect self and those who succumb to falling into the sphere of three [kinds of] liberation swiftly awaken to unsurpassable and completely perfect awakening? Mahāmati, it is for their sake that the tathāgata arhats, the completely perfect buddhas, give the instruction on the tathāgatagarbha. Therefore, this is not similar to the doctrine of a self of the tīrthikas. Consequently, in order to put an end to the views of the tīrthikas, they need to become followers of the heart of nonself of a tathāgata (tathāgatanairātmyagarbha)

Mahāmati, mi instrucción sobre el tathāgatagarbha no es similar a la doctrina del yo de los tīrthikas [no budistas]. Más bien, Mahāmati, los tathāgatas dan la instrucción sobre el tathāgatagarbha como llevando el significado de palabras tales como vacuidad, verdadero fin, nirvāṇa, no surgimiento, carencia de signos y carencia de deseos. Así, en aras de renunciar a lo que hace que los seres ingenuos teman la falta de un yo, los tathāgata arhats, los budas completamente perfectos, enseñan la esfera de la no conceptualidad y la no aparición a través de la instrucción introductoria sobre el tathāgatagarbha. ...Mahāmati, los tathāgatas enseñan la instrucción sobre el tathāgatagarbha para atraer a los tīrthikas, que se aferran a la doctrina del yo. Entonces, ¿cómo es que aquellos cuyo pensamiento cae en los puntos de vista de concebir un yo incorrecto y aquellos que sucumben a caer en la esfera de las tres [clases de] liberación pueden despertar rápidamente al despertar insuperable y completamente perfecto? Mahāmati, es por ellos que los tathāgata arhats, los budas completamente perfectos, dan la instrucción sobre el tathāgatagarbha. Por lo tanto, esto no es similar a la doctrina de un yo de los tīrthikas. En consecuencia, para poner fin a los puntos de vista de los tīrthikas, necesitan convertirse en seguidores del corazón del no-yo de un tathāgata (tathāgatanairātmyagarbha).
El Lanka afirma además que lo que "lo que todos los sūtras de todos los budas enseñan no es otra cosa que la vacuidad, el no surgimiento, la no dualidad y la falta de naturaleza".El sutra también afirma que "todas las características de las concepciones han terminado, ya sea a través de la instrucción sobre el tathāgatagarbha o a través de la instrucción sobre la falta de identidad".Karl Brunnholzl señala que, a lo largo de varios pasajes, el Lanka intenta unificar las enseñanzas positivas sobre la naturaleza de Buda y las enseñanzas apofáticas sobre la vacuidad, presentándolas como equivalentes entre sí y como no contradictorias.

### La conciencia almacén y la naturaleza de buda
En otros pasajes, el tathāgatagarbha ("vientre de buda" o fuente de buda) también se equipara con la "conciencia almacén" (sct. ālayavijñāna), la capa más fundamental de la conciencia que contiene las semillas kármicas de la contaminación.Sin embargo, en otros pasajes posteriores, también se dice que el tathāgatagarbha está libre de las ocho conciencias y "libre de las características de la mente, sin conciencia ni mentación."
Como señala Brunnholzl, esta paradójica conciencia almacén qua naturaleza búdica contiene tendencias latentes contaminadas y no contaminadas (anusaya).Además, es a la vez momentánea y no momentánea, es la causa de la virtud y de la no virtud, es la causa de todas las existencias en saṃsāra, y por ello debe ser purificada. Pero, al mismo tiempo, esta misma naturaleza de buda se describe como indestructible, libre de un yo, naturalmente pura y libre del defecto de la impermanencia. Se la compara con una bailarina que realiza diversas actuaciones y, sin embargo, también con el oro puro o un diamante que nunca se empaña ni cambia.El sutra Lanka afirma que esta conciencia-almacén de la naturaleza búdica es algo que no pueden comprender plenamente quienes no son budas.

El Laṅkāvatāra explica esta paradójica conciencia de naturaleza búdica que está contaminada y, sin embargo, no está contaminada, de la siguiente manera:
Mahāmati, el tathāgatagarbha contiene las causas de la virtud y la no virtud y es el creador de todos los nacimientos y formas de existencia. Libre de un yo y de lo "mío", como un bailarín, entra en [todo tipo de] formas peligrosas de existencia...Estando impregnado por todo tipo de tendencias latentes sin principio, y las tendencias negativas de la discursividad, se llama "conciencia almacén." Su cuerpo, junto con las siete conciencias que surgen del suelo de las tendencias latentes de la ignorancia, opera siempre ininterrumpidamente, igual que un gran océano y sus olas. Está libre del defecto de la impermanencia, es la cesación de la posición de un yo, y es completamente puro por naturaleza. Las siete conciencias tales como la mentación y la conciencia mental, que son distintas de ésta y surgen y perecen, son momentáneas. Surgen de la causa que es la falsa imaginación, se centran en colecciones de formas, actividades e instancias distintas, y se aferran a nombres y características. No comprenden que las formas y características que aparecen son la propia mente, no discriminan la felicidad y el sufrimiento, no son la causa de la liberación, surgen a través de y dan lugar a nombres, características y deseo naciente, y tienen la [conciencia almacén] como su causa y apoyo....

Sin embargo, si la ālaya-conciencia, que se conoce como "el tathāgatagarbha", no experimenta un cambio (parāvṛtti), no hay cesación de las siete conciencias activas. ¿Por qué razón? Porque las conciencias florecen en virtud de [que la conciencia almacen sirve como] su causa y apoyo, y [porque la conciencia almacén] no es objeto de ninguno de los yogis [que están inmersos] en los yogas de śrāvakas, pratyekabuddhas y tīrthikas. Incluso cuando uno se da cuenta de la propia falta de un yo personal y aprehende las características específicas y generales de los skandhas, dhātus y āyatanas, este tathāgatagarbha sigue floreciendo. Termina sólo mediante la visión de los cinco dharmas, las tres naturalezas y la falta de identidad fenoménica....Por lo tanto, Mahāmati, los gran bodhisattvas que tienen este objetivo especial deben purificar el corazón de tathāgata, que se conoce como "la conciencia de almacén."
Así, la mente fundamental (citta) o conciencia almacén es vista por el Lanka como no separada ni unida a las tendencias latentes

### La mente errónea y la conciencia pura

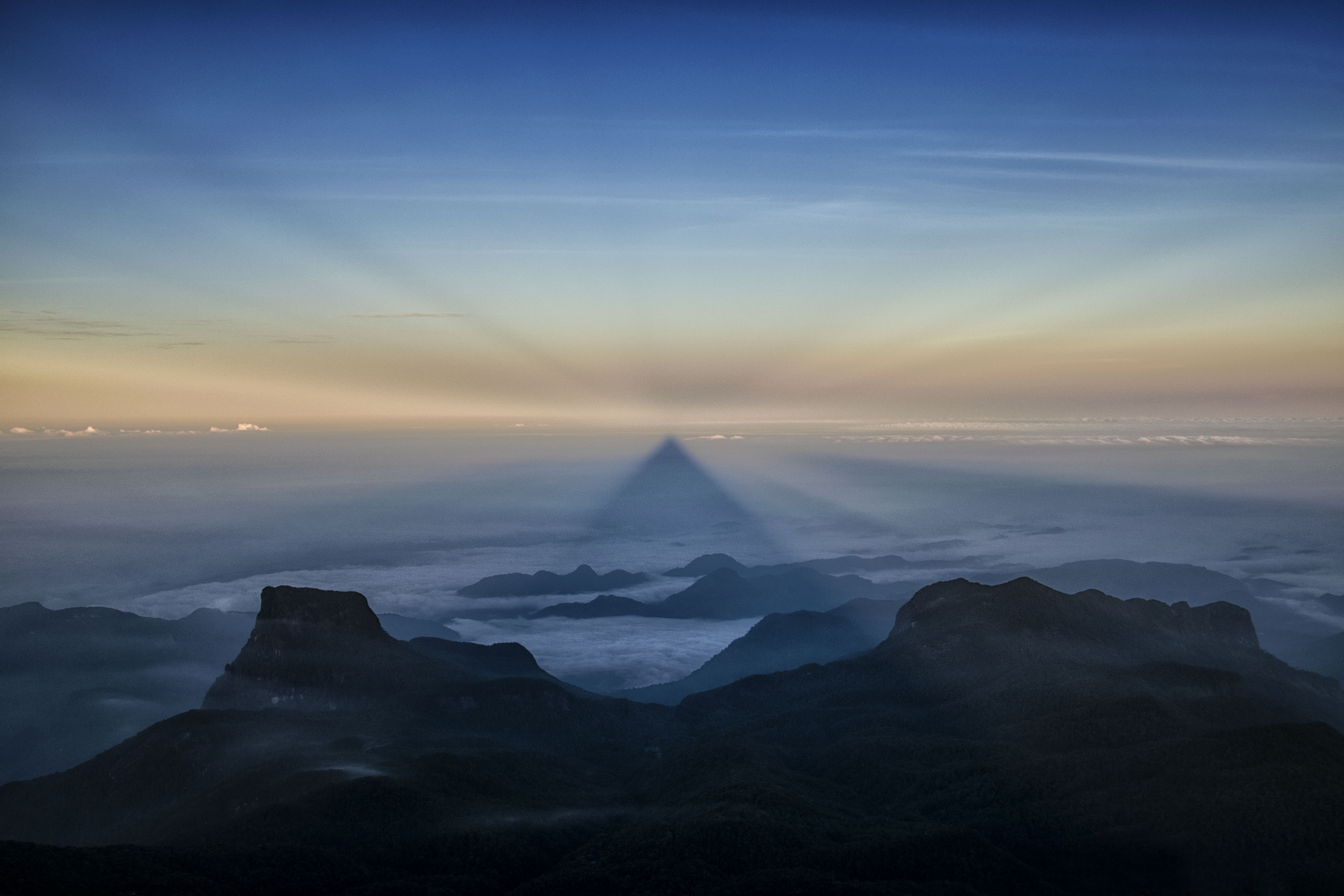
Vista del mar desde el monte Malaya mostrando la sombra de la montaña. El símil del océano y las olas se utiliza en el sutra para ilustrar la relación entre la conciencia pura y la mente contaminada.

En algunos pasajes, el sutra también parece dividir la conciencia almacén en dos. En un pasaje se les llama "la ālaya-conciencia última y la ālaya de la cognición (vijñapti)", mientras que en otro pasaje, se les llama "la verdadera naturaleza de la mente" (que es pura) y "la mente que surge de la equivocación."D.T. Suzuki señala de forma similar que, según el Laṅkā, la conciencia almacén tiene dos aspectos "el Ālaya tal como es en sí mismo", llamado pāramālaya-vijñāna (el aspecto 'incesante' o prabandha), y "el Ālaya como representación mental" (vijñaptir ālaya, el aspecto manifestado o lakshaṇa).Así, es el aspecto fluctuante (pravṛitti) de la conciencia almacén el que queda atrapado en la discriminación y el ansia de la conciencia egoica (manas), mientras que el aspecto primitivamente puro (prakṛitipuriśuddhi) del almacén no sufre así.
De hecho, este aspecto puro de la conciencia almacén también se llama "algo que ha estado en existencia desde el principio" (sct. pūrvadharmasthititā, o paurāṇasthitidharmatā). Según Suzuki, los términos más comunes para referirse a esta realidad última incluyen: Tathatā (Talidad), así como Satyatā (el estado de ser verdadero), Bhūtatā (el estado de ser real), Dharmadhātu (reino de la verdad), Nirvana, lo Permanente (nitya), la Semejanza (samatā), lo no-dual (advaya), la Cesación (nirodha), Sin Forma (animitta), Vacuidad (śūnyatā), etc."
En otro pasaje más, el Lanka habla de nueve formas de consciencia (frente a las ocho consciencias clásicas del Yogacara). Este pasaje puede haber sido la fuente de la doctrina de *amalavijñāna (conciencia pura) del monje Paramārtha.Esta distinción entre una conciencia última y una conciencia relativa sugiere que la naturaleza de buda no debe ser entendida como completamente equivalente a la conciencia almacén, sino que más bien debe ser vista como la naturaleza pura de la mente que permanece una vez que la mente ha sido purificada de todas las manchas adventicias (āgantukamala).

### Error, sabiduría y despertar
Meanwhile, liberation and awakening (bodhi) arises when discrimination is brought to an end by a deep intuitive and non-conceptual knowledge (jñana) of suchness (tathata). Awakening is the result of the bringing to an end of various activities of consciousness, such as the discrimination of the egoic consciousness (manas) and the latent tendencies of the storehouse consciousness. As Gishin Tokiwa writes, awakening is attained when the discriminating storehouse consciousness "ceases to be the ground and object of the seven vijñanas (consciousnesses)" and when only the pure buddha-nature remains.
Según el Laṅkāvatāra el sufrimiento y la ignorancia surgen cuando la conciencia se dedica a discriminar, representar y conceptualizar. Este error conduce a la conciencia egoica, el "manas" en sánscrito , que considera los fenómenos como reales y permanentes y, por tanto, al ansia y al apego. El error clave de la mente es considerar cualquier fenómeno como algo distinto de la mente.
Mientras tanto, la liberación y el despertar (bodhi) surgen cuando se pone fin a la discriminación mediante un profundo conocimiento intuitivo y no conceptual (gñana) de la talidad (tathata). El despertar es el resultado de poner fin a diversas actividades de la conciencia, como la discriminación de la conciencia egoica (manas) y las tendencias latentes de la conciencia almacén.Como escribe Gishin Tokiwa, el despertar se alcanza cuando la conciencia almacén que discrimina "deja de ser la base y el objeto de las siete conciencias" y cuando sólo queda la naturaleza pura de Buda.
Esta inversión radical de las actividades de la conciencia se denomina "el giro de la base" (āśraya-parāvṛtti). Para alcanzar esta transformación radical de la mente, el bodhisattva debe purificar mucho sus acciones y pensamientos (mediante prácticas budistas como la disciplina ética y la meditación), así como desarrollar el conocimiento de la naturaleza de las cosas (escuchando las enseñanzas y meditando en la vacuidad).
El conocimiento que conoce la verdad última es un tema central del Lanka y se denomina de diversas maneras como pratyātmāryajñānagati (el estado de noble conocimiento realizado por uno mismo), svapratyātma (autorrealización interior), pratyātmagati (lo realizado por uno mismo), pratyātmagatigocara (el campo realizado por uno mismo) y pratyātma dharmatā (la naturaleza Dharma realizada por uno mismo) en el sutra.Akira Suganuma escribe que esta "sabiduría interior" es "aquello que todas las enseñanzas del Laṅkāvatārasūtra nos indican que es realizar o llevar a cabo."
Según D.T. Suzuki, esta sabiduría trascendental (aryajñāna) es "una comprensión intuitiva que, penetrando a través de la superficie de la existencia, ve en aquello que es la razón de todo", así como "una intuición fundamental en la verdad de la sóla-mente [cittamatra] y constituye la iluminación budista" Suzuki señala que la sabiduría trascendental también se designa con otros términos, como pravicayabuddhi (una intuición fijada en el fundamento último de la existencia), svabuddhi (comprensión innata), nirābhāsa o anābhāsa (ausencia de imágenes), nirvikalpa (más allá de la discriminación / conceptos).La sabiduría noble contrasta con vikalpabuddhi, la comprensión discriminativa, un tipo de conocimiento relativo y conceptual basado en la dualidad y las pluralidades.

### Purificación repentina y gradual
Un pasaje importante en el Laṅkāvatāra discute cómo se produce la purificación de la mente, y el pasaje afirma que puede ocurrir gradualmente, así como de repente.En este pasaje, el Lanka afirma que la purificación de la mente puede ocurrir "por grados y no de repente. Como la grosella espinosa, que madura por grados", e inmediatamente después también afirma que el despertar también puede ocurrir "de repente":
O del mismo modo que un espejo claro refleja imágenes sin forma a la vez, los tathagatas purifican la corriente de percepciones de las mentes de los seres todo a la vez, mostrando reinos puros sin forma e indiferenciados. O del mismo modo que el sol y la luna iluminan las imágenes todo a la vez, los tathagatas revelan el reino supremo de la sabiduría inconcebible de repiente a aquellos que se han liberado de la energía del hábito y de los conceptos erróneos que son percepciones de sus propias mentes. O, del mismo modo que la conciencia almacén distingue a la vez percepciones tan diferentes de la propia mente como los reinos del cuerpo, sus posesiones y el mundo que lo rodea, los budas nishyanda también llevan a los seres a la madurez en cualquier reino en el que habiten de forma repentina y conducen a los practicantes a residir en el Cielo de Akanishtha (El Más Alto).
Esta idea fue importante para el establecimiento de la doctrina budista de Asia oriental de la iluminación repentina (dun 頓), una importante doctrina que posteriormente fue ampliamente debatida y discutida en el budismo zen.

### Lo último está más allá de las palabras
Otra idea importante que se encuentra en el Laṅkāvatāra es cómo la realidad última (dharmata) trasciende todo lenguaje y expresiones convencionales y está libre de discriminación verbal (vāgvikalpa).Debido a que la realidad última es eterna, libre de surgir y cesar, y no puede ser captada o conocida (anupalabdhi) el sutra afirma que los Budas "no enseñan la doctrina dependiente a las letras (akṣarapatita)."

Por ello, todas las enseñanzas del sutra no son lo último, aunque apunten a lo último, como un dedo que apunta a la luna. Así pues, no hay que apegarse a las palabras del sutra, a las letras (que sólo son provisionales, sct. saṁvṛti) y, en cambio, hay que centrarse en el significado último (paramārtha). Como afirma el Buda en el sutra de Lanka:
Como el ignorante agarra la punta del dedo (que apunta a la luna) y no conoce la luna, así los que se aferran a la letra no conocen mi verdad.
El Laṅkāvatāra también afirma que, aunque los Budas enseñan (de forma convencional), nunca han pronunciado ni una sola letra o sílaba (akṣara):
los tathagatas (seres trascendentes) no pronunciaron ni respondieron ni siquiera una letra (sct. ekam apy akṣaram), porque las verdades están más allá de las letras. No significa, sin embargo, que (los tathagatas) nunca declaren lo que está relacionado con el beneficio (artha) de los seres. Dependiendo de la discriminación, declaran cualquier cosa. Si, Mahamati, no dependen del discernimiento, las escrituras que contienen todas las verdades desaparecerán, y cuando las escrituras desaparezcan no habrá budas, sravakas, budas solitarios y bodhisattvas. Cuando desaparezcan, ¿qué se enseñará y a quién? Por esta razón, Mahamati, el gran bodhisattva no debe aferrarse a las palabras o a las letras de un texto canónico...el gran bodhisattva debe estar en conformidad con el significado (artha-pratiśaraṇa) y no con la letra (vyañjana).
Según Charles Willemen, esta enseñanza del Laṅkāvatāra es "la base de la famosa enseñanza sin palabras de chan", que considera que el chan (zen) se enseña "sin palabras" (言说).

## Historia y ediciones
Según Asanga Tilakaratne, "en general se cree que el sutra se compiló entre los años 350 y 400 de nuestra era", aunque "muchos de los que han estudiado el sutra opinan que el capítulo introductorio y los dos últimos capítulos se añadieron al libro en una época posterior."  Christian Lindtner sostiene que alguna recensión temprana del Lankavatara influyó en los escritos de Nagarjuna y Aryadeva (siglo III), basando su conclusión en varias alusiones al sutra en textos madhyamaka tempranos. Así pues, el núcleo del sutra podría datar de una época muy anterior.
El Lanka se cita cuatro veces en el Sūtrasamuccaya, que se ha atribuido a Nāgārjuna (pero esta atribución también ha sido cuestionada por algunos estudiosos). Lambert Schmithausen ha argumentado que las pruebas que atribuyen este texto a Nagarjuna son insuficientes y que, además, un pasaje del Lankavatara parece ser una cita directa del Trimsika de Vasubandhu (siglos IV-V de nuestra era). Pero la cuestión de la datación del Lanka se complica aún más por la compleja naturaleza de la autoría de Vasubandhu de varios textos y por el hecho de que su Vyākhyāyukti también cita el Lankavatara.
Algunos estudiosos modernos, como Gishin Tokiwa, también conjeturan que el sutra pudo compilarse en Sri Lanka entre 411 y 435 d. C., durante una época en la que el budismo Mahayana era popular en la isla (en lugares como Abhayagiri vihara) y la isla también recibía visitas de peregrinos chinos como Faxian.
Se hicieron cuatro traducciones del Laṅkāvatāra Sūtra del sánscrito al chino entre aproximadamente el 420 de la era cristiana y el 704, la primera de las cuales se atribuye a Dharmarakṣa en el siglo V.: 5 
De ellas, sólo se conservan tres versiones:
1. La primera es Taishō Tripiṭaka número 670 (chinoː 楞伽阿跋多羅寶經 Lengqieabaduoluobaojing). Se trata de la edición más antigua, traducida por Guṇabhadra en 443 d. C. y dividida en cuatro fascículos. Esta edición se dice que es la transmitida desde el fundador del budismo Chan, Bodhidharma, al Segundo Patriarca, Dazu Huike..: 5 Esta versión carece de los capítulos 1, 9 y 10 de las versiones posteriores.
2. La segunda es Taishō 671 (cː 入楞伽經 Rulengqiejing). Esta segunda edición fue traducida por Bodhiruci en 513 CE, y es dividida en diez fascículos.
3. El tercero es Taishō 672 (El Mahāyāna Laṅkāvatāra Sūtra; 大乘入楞伽經, Dashengrulengqiejing). Esta tercera edición (dividida en siete fascículos) fue traducida por un equipo dirigido por Śikṣānanda y se completó en 704 d. C.Esta traducción final se hizo a instancias de la emperatriz Wu Zetian, después de que Śikṣānanda hubiera completado su traducción de 80 fascículos del Sutra Avatamsaka.: 8 Esta traducción se dice que han empleado cinco ediciones sánscritas separadas para la exactitud. El erudito de Huayan y sanscritista Fazang también participó en su traducción. Antes de las ediciones finales a esta versión, Śikṣānanda regresó a la India, y otro monje indio llamado Mitrasena llegó a China. Fazang y Mitrasena recibieron el encargo de revisar y completar la traducción.: 9 
Además de estas traducciones chinas, también existen dos traducciones tibetanas, y una versión en sánscrito se conservó en Nepal. Una de las traducciones tibetanas procede del sánscrito, y la otra es probablemente una traducción del chino de Guṇabhadra.: 13–15 
Nanjo Bunyu preparó en 1923 una edición crítica del sánscrito basada, entre otras fuentes, en cuatro manuscritos de la recensión nepalesa.: xvii : 12 
Según Gishin Tokiwa, la edición sánscrita y la traducción de Sikṣānanda contienen varios añadidos y errores. Tokiwa considera que "la versión de Gunabhadra transmite la forma textual más antigua, mientras que las otras dos versiones chinas, así como los manuscritos sánscritos existentes que incluyen la edición de Nanjio, no pasaron por ningún tipo de crítica textual apropiada." Takasaki Jikido también argumentó que la edición de Gunabhadra era la versión disponible más cercana a la edición sánscrita primitiva.
Gishin Tokiwa también ha publicado una edición sánscrita reconstruida basada en el manuscrito sánscrito existente y en la traducción de Gunabhadra.

## Análisis y comentarios
Según Takasaki Jikido, debido a este carácter de mosaico del texto, la mejor forma de analizar la Escritura ha sido "dividir todo el texto en pequeñas partes o secciones según sus temas."El primer comentarista que lo intentó fue el autor japonés Kokan Shiren, que en el siglo XIV dividió el texto en 86 secciones con títulos. La mayoría de estas secciones (pero no todas) incluyen una parte en prosa seguida de una sección en verso que recapitula la enseñanza en prosa.

### Comentarios indios
Existen dos comentarios tradicionales indios conservados en traducciones tibetanas:
- Jñānaśrībhadra (siglo XI), ʼPhags pa lang kar gshegs paʼi ʼgrel pa (*Āryalaṅkāvatāravṛtti, Comentario al Noble Lankavatara) Peking  n. 5519; Derge n. 4018.
- Jñānavajra (siglo XII), ʼPhags pa lang kar gshegs pa zhes bya ba theg pa chen poʼi mdoʼi ʼgrel pa de bzhin gshegs paʼi snying poʼi rgyan zhes bya ba (*Āryalaṅkāvatāranāmamahāyānasūtravṛtti Tathāgatahṛdayālaṃkāra nāma, Comentario sobre el Noble sutra Mahayana Lankavatara que lleva por nombre Ornamento del corazón de los Tathagatas).

Estos comentarios comentan principalmente el sutra apoyándose en la tradición epistemológica de Dharmakīrti. El comentario de Jñānavajra presenta una perspectiva única Yogācāra-Svātantrika-Madhyamaka que se denominó "centrismo cognitivo" (vijñaptimadhyama, tibetanoː rnam rig dbu ma) y también se basa en gran medida en las obras de Kamalaśīla, en particular el Madhyamakāloka.En este comentario, también critica la visión alīkākāravada de la filosofía Yogacara.
Según H. Hadano, el comentario de Jñānavajra "adopta el punto de vista de que la miríada de dharmas puros y profanados son todos manifestaciones de la mente (citta), que no son diferentes a la mente, y que son mente-en-sí, en otras palabras, el punto de vista del Rnam par rig pa tsam gyi dbu ma (sct. vijñapti-mātrika-mādhyamika) que considera saṃvṛtti y paramārtha como dos caras de la misma moneda, y descarta la dualidad."

### Comentarios de Asia Oriental
También existen numerosos comentarios budistas de Asia Oriental sobre el Lanka, como los comentarios de los patriarcas de huayan Zhiyan y Fazang.Fazang consideraba que el Lankāvatāra era uno de los sutras definitivos que enseñaban el tema (zong) del "atributo de la realidad" que enseña que la conciencia es producida por la naturaleza de buda.
El Lanka también se cita y comenta en la Antología de Bodhidharma (es decir, el Putidamo sixing lun), un importante texto del budismo chan primitivo que contiene material atribuido a Bodhidharma y sus alumnos. Jorgensen también afirma que "hay pruebas de que los comentarios sobre el Lankāvatāra Sūtra atribuidos a Bodhidharma llegaron a Japón, algunos al menos hacia 736." Este "comentario de Bodhidharma... tiene que datar de entre 445 y 740" y "comparte mucho en común con las teorías de Jingying Huiyuan (523-592) de la Facción Dilun del Sur, que citó el Lankāvatāra Sūtra como uno de sus autoridades".
Durante la dinastía Song se escribieron varios comentarios. Baochen, que escribió en la época de la dinastía Song del Norte, también escribió un largo comentario al Lanka que estaba influido por el Despertar de la Fe Mahayana y Huayan. Otro comentario es el del monje chan Zhengshou (1146-1208), del linaje Xuedou, que ofrece una perspectiva chan sobre el Lanka. El monje Tiantai Shanyue (1149-1241), también escribió un comentario al Lanka.
Uno de los comentarios japoneses más importantes es el de Kokan Shiren (1278-1346), llamado Tratado sobre la esencia de las palabras de Buda (Butsugoshinron 佛語心論), en 18 pergaminos 巻, que fue escrito en 1324.Ignora la mayoría de los comentarios de la dinastía Song, y sólo cita el comentario temprano de Zhiyan. El comentario de Kokan incluye extensas polémicas contra el budismo Tendai y las opiniones de Zhanran sobre el Lankavatara. Kokan intenta demostrar que el zen es una transmisión superior y separada de la realización de Buda que se mantiene totalmente al margen de todas las demás enseñanzas, doctrinas y escrituras budistas y abandona todo discurso relativo, todas las "palabras y letras."Kokan se basa en las enseñanzas del Lankavatara sobre la naturaleza perfecta enseñada por el Dharmakaya para afirmar que el Zen es una transmisión única de la realización de esta naturaleza perfecta y que esto es lo que significa la transmisión de Bodhidharma de "ver la naturaleza y completar la Budeidad".
Durante la dinastía Ming se escribieron varios comentarios, como los del maestro de la chan-tierra pura Ouyi Zhixu (entre ellos 楞伽阿跋多羅寶經義疏, Comentario sobre los significados del Sūtra de la Joya de Laṅkāvatāra), el Lengqie jing hezhe del maestro huayano Tongrun (楞伽經合轍) y el Lengqie jing jing jie ping lin de Jiaohong (焦竑 1540-1620) (楞伽經精解評林, Bosque de comentarios de interpretaciones detalladas sobre el Sutra Lankavatara).